# Синявець Буадюваля
Синявець Буадюваля або Синявець ероїдес (Polyommatus boisduvalii) — вид комах з родини Lycaenidae.

## Морфологічні ознаки
Розмах крил — 27–35 мм. Метелик з типовим для синявців статевим диморфізмом. Самці яскраво-блакитного (номінативний підвид) чи зеленувато-блакитного (підвид orientalis) кольору з характерною чорною оторочкою завширшки 1,5–2 мм уздовж передніх і задніх крил. Самиці темні буро-коричневі з більш-менш розвиненим рядком очок та рудих серпиків уздовж краю задніх крил. Низ типового для цього підроду забарвлення.

## Поширення
Диз'юнктивний ареал охоплює південно-східну Польщу, Білорусь, північ та схід Україну, південні та південно-східні області європейської частини Росії, Урал, північний Казахстан, південний Сибір до Алтаю. 
В Україні зустрічається на Поліссі, у центральній та східній частинах Лісостепу та у Луганській області. Дуже локальний. Імовірно, зник на значних площах української частини ареалу. Один з найрідкісніших метеликів у фауні України. Цей завжди рідкісний вид за останні 20 років був знайдений в Україні лише у декількох поодиноких екземплярах.

## Особливості біології
Біологія виду в Україні вивчена недостатньо. Зустрічається на лісових галявинах, вирубках, узліссях, рідколіссях та різнотравних степах. Дає 1 генерацію на рік. Літ метеликів відбувається у червні–липні. Гусінь розвивається з серпня до травня на зіноваті, астрагалах та, можливо, на гострокільнику.

## Загрози та охорона
Загрози: вирубування лісів і заміна їх штучними лісонасадженнями, розорювання степів, викошування та випалювання трави, інтенсивний випас худоби.
Вид занесено до Червоної книги метеликів Європи (1998). Необхідний пошук популяцій виду, які ще збереглись. У разі виявлення таких популяцій потрібно докладно вивчити особливості біології виду, створити ентомологічні заказники з метою збереження характерних біотопів.

## Галерея

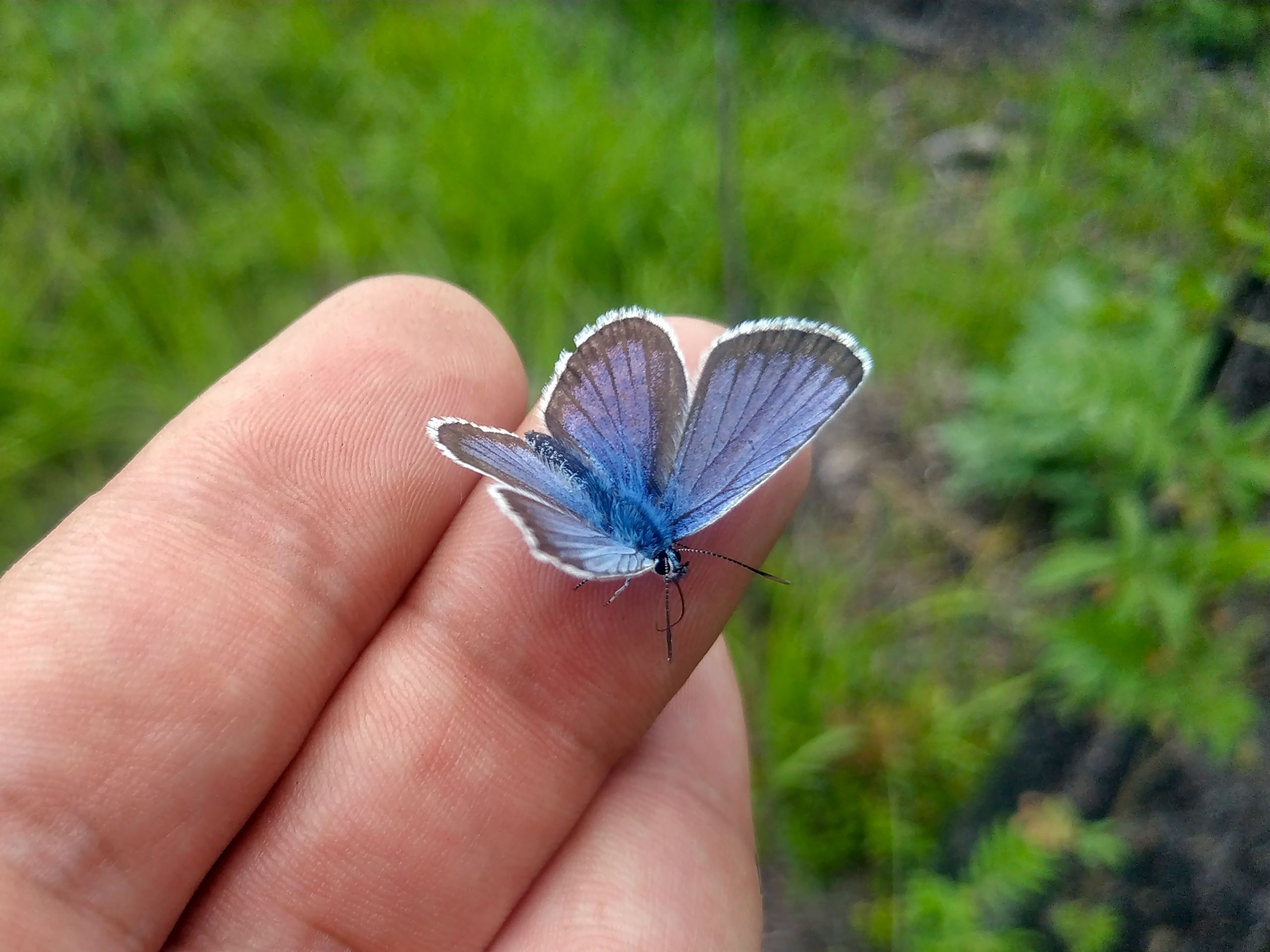
Вигляд зверху
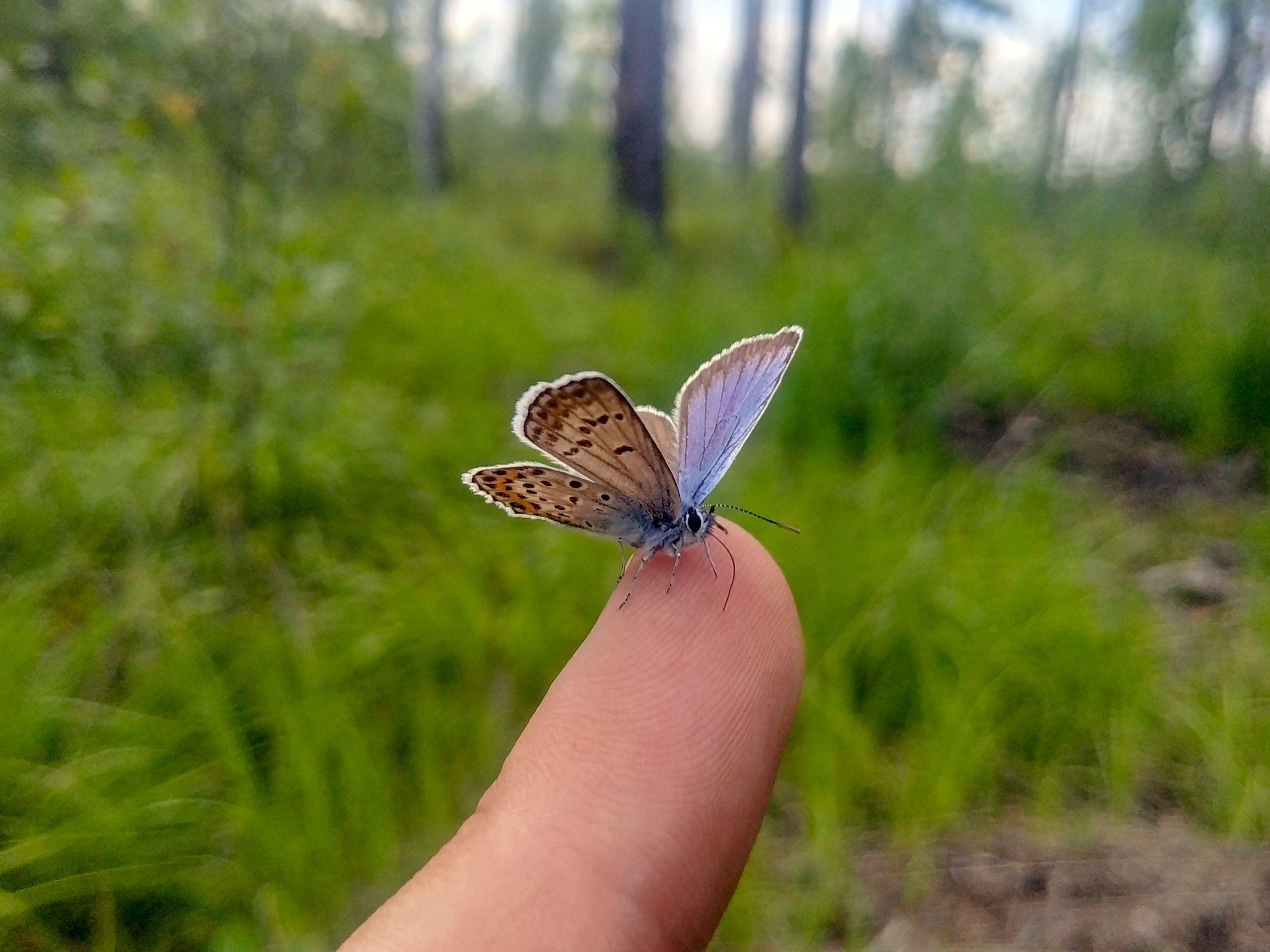
Вигляд збоку